# Metaphryniscus sosai
Genre
Espèce
Synonymes
- Metaphryniscus sosae Señaris, Ayarzagüena & Gorzula, 1994

Statut de conservation UICN

 VU D2 : Vulnérable
Metaphryniscus sosai, unique représentant du genre Metaphryniscus, est une espèce d'amphibiens de la famille des Bufonidae.

## Répartition
Cette espèce est endémique du Cerro Marahuaca dans l'État d'Amazonas au Venezuela. Elle se rencontre à environ 2 600 m d'altitude.

## Étymologie
Cette espèce est nommée en l'honneur de Maricela Sosa (1966–1992).

## Publication originale
- Señaris, Ayarzagüena & Gorzula, 1994 : Los sapos de la familia Bufonidae (Amphibia: Anura) de las tierras altas de la Guayana venezolana: descripción de un nuevo género y tres especies. Publicaciones de la Asociacion Amigos de Doñana, vol. 3, p. 1-37.